# Ямбай
Ямба́й (чув. Ямпай) — деревня Урмарского района Чувашской Республики. В рамках организации местного самоуправления входит с 2023 года в Урмарский муниципальный округ.

## География
Расположен в северо-восточной части региона, в пределах Чувашского плато, на расстоянии 81 км от Чебоксар, 5 км до райцентра Урмары.

### Климат
В деревне, как и во всём районе, климат умеренно континентальный с продолжительной холодной зимой и довольно тёплым сухим летом. Средняя температура января −13 °C; средняя температура июля 18,7 °C. За год выпадает в среднем 400 мм осадков, преимущественно в тёплый период. Территория относится к I агроклиматическому району Чувашии и характеризуется высокой теплообеспеченностью вегетационного периода: сумма температур выше +10˚С составляет здесь 2100—2200˚.

## Топоним
Историческое название — Енбай.

## История
В 18 веке выселок из деревни Чубаево. Жители — чуваши, до 1866 государственные крестьяне; занимались земледелием, животноводством, садоводством, пчеловодством, мясозаготовками. В 1931 образован колхоз «Ямбай».
В составе Староарабосинской, Урмарской волостей Цивильского уезда с 19 века — 1927 год, Урмарского района — с 1927 года.

### Административно-территориальная принадлежность
Входил (с 2004 до 2022 гг.) в состав Челкасинского сельского поселения муниципального района Урмарский район.
К 1 января 2023 года обе муниципальные единицы упраздняются и деревня входит в Урмарский муниципальный округ.

## Население
| 2010 | 2012 | 2015 |
| ---- | ---- | ---- |
| 200  | ↗246 | ↘194 |

## Инфраструктура
Личное подсобное хозяйство.
Основа экономики — сельское хозяйство .

## Транспорт
Деревня доступна автотранспортом.